# Senad Jahić
Senad Jahić, slovenski nogometaš, * 13. maj 1987.
Jahić je nekdanji profesionalni nogometaš, ki je igral na položaju branilca. Celotno kariero je igral za slovenske klube Rudar Velenje, Šmartno 1928, Krško in Šentjur, ob koncu kariere pa v nižjih avstrijskih ligah. Skupno je v prvi slovenski ligi odigral 117 tekem in dosegel štiri gole.